# Azusa-gawa
Pour les articles homonymes, voir Azusa.
La rivière Azusa (梓川, Azusa-gawa) est un cours d'eau du Japon situé dans la préfecture de Nagano au Japon. Elle appartient au bassin versant du fleuve Shinano et constitue le cours supérieur de la rivière Sai.

## Géographie
La rivière Azusa, longue de 77 km, prend sa source sur le versant sud-est du Mont Yari (3 180 m) dans le Nord-Ouest de Matsumoto, sur l'île de Honshū, au Japon,. Au cœur du Sud du parc national de Chūbu-Sangaku, son cours supérieur s'écoule vers le sud dans l'Ouest de Matsumoto. 
Il longe la route depuis la gare routière de Kamikōchi, point de départ de randonnées été comme hiver. De nombreux chalets hôtel de tous niveaux permettent à un public important de profiter de cet endroit très fréquenté.
Il alimente ensuite le lac artificiel Azusa. L'émissaire du lac Azusa s'étire dans la direction du nord-est dans la partie centrale de Matsumoto, rejoint la rivière Narai près de la limite sud-est d'Azumino. Au-delà de son point de confluence avec la rivière Narai, le cours d'eau devient la rivière Sai, le plus important affluent du fleuve Shinano,.